# Akomodacija
Akomodacija (lat. accommodatio: prilagodba, usklađivanje), u medicini, je prilagodba, sposobnost čovječjeg i životinjskog oka da gleda na različitu daljinu, a da pritom slika promatranog predmeta ostane jednako oštra. Temelji se na tome što prednja ploha leće u oku može mijenjati svoju izbočenost (konveksnost), a time i žarišnu daljinu. Sposobnost je akomodacije ograničena, a starenjem slabi, jer očna leća gubi elastičnost. Bez naročitog napora normalno oko se akomodira na daljinu od 250 milimetara, koja se zove daljina jasnoga vida. 

## Ljudsko oko
Oko je organ našeg tijela koji služi za gledanje. Očna jabučica koja se nalazi u očnoj šupljini glave obavijena je s vanjske strane bjeloočnicom koja u sredini vidljivog dijela oka prelazi u prozirnu rožnicu. Iza nje se nalazi šarenica; to je obojeni krug u oku. Šarenica u sredini ima kružni otvor ili zjenicu, koju vidimo kao tamni kružić usred šarenice. Šarenica se pomoću mišića može više ili manje zatvarati, pa time zjenica postaje manja ili veća. Ako je svjetlost jaka, zjenica se stegne i propušta manje svjetlosti u oko, a u tami se raširi. Iza zjenice se nalazi bikonveksna (ispupčena ili sabirna) očna leća. 
Unutrašnjost oka ispunjena je prozirnom tekućinom, a nasuprot leći s unutarnje strane oka nalazi se mrežnica na kojoj su razgranati ogranci očnog živca koji iz oka ulazi u mozak. Mrežnica se sastoji od završetaka očnog živca koji imaju oblik čunjića i štapića, a osjetljivi su na svjetlost. Na onom mjestu gdje vidni živac ulazi u oko, nema ni čunjića ni štapića, pa je taj dio mrežnice neosjetljiv i zove se slijepa pjega. Nasuprot zjenici nalazi se žuta pjega koja sadrži samo čunjiće. Ona je najosjetljiviji dio mrežnice, i na nju mora pasti slika predmeta koji gledamo. Zrake svjetlosti koje dolaze s predmeta u oko čine na mrežnici stvarnu (realnu), obrnutu i umanjenu sliku. Pri tom predmet mora biti dobro osvijetljen i ne smije biti pod odviše malim vidnim kutom. Svjetlost koja pada na mrežnicu podražuje očni živac koji to prenosi u mozak, i tu se stvara osjet svjetlosti. 
Oštrina slike za naročito udaljene predmete postizava se time što se leća može očnim mišićima više ili manje ispupčiti. Tako se mijenja žarišna daljina. Prilagođivanje oka daljini predmeta da bi se dobila oštra slika zove se akomodacija. Bez naročitog napora normalno oko se akomodira na daljinu od 250 milimetara, koja se zove daljina jasnoga vida. Ako slika predmeta padne na slijepu pjegu, predmet ne možemo vidjeti.

## Adaptacija oka
Adaptacija oka je sposobnost oka da se prilagodi promjenama jakosti (intenziteta) svjetlosti, pri čemu adaptacija na mrak teče mnogo sporije nego adaptacija na svjetlost. Poremećaj adaptacije na mrak naziva se hemeralopija.